# 尼揚加河
1°4′S 9°4′E / 1.067°S 9.067°E
尼揚加河（法語：Nyanga）是非洲的河流，河道全長600公里，是加蓬第二大河流，僅次於奧果韋河，發源自加蓬的恩古涅省和奧果韋-洛洛省相接點附近，流經剛果共和國北部、加蓬尼揚加省首府奇班加，最終注入大西洋。